# Cristina Marocco
Pour les articles homonymes, voir Marocco.
Cristina Marocco est une actrice et chanteuse italienne née le 21 mars 1972 à Turin, au Piémont.

## Biographie
Cristina Marocco née à Turin en 1972 a des origines siciliennes par son père. C'est en tant que comédienne de théâtre qu'elle est connue dans son pays. De 1993 à 1995, elle suit les cours à l'Accademia dei Filodrammatici di Milano.
Sa rencontre avec Marc Lavoine et le duo J'ai tout oublié en 2001 la font connaître du grand public français. La chanson est certifiée disque d'or en Belgique et en France,. Signée au sein du label Capitol Records, Cristina Marocco se met alors à travailler sur un album, dont le premier single, On s'en va, entre dans le classement français en septembre 2002. Elle sort quelques mois plus tard l'album À côté du soleil. Elle travaille avec plusieurs artistes, dont Lara Fabian pour la chanson Faire semblant ainsi que Lionel Florence, François Welgryn et Carla Bruni. Elle monte sur la scène de l'Olympia pour rejoindre Marc Lavoine et interpréter en duo J'ai tout oublié, qui est gravé sur l'album live Olympia deux mille trois du chanteur. Ils sont nommés dans les catégories « groupe/duo francophone » et « chanson francophone » des NRJ Music Awards 2003.
Comme actrice, elle tient un rôle en 2002 dans la série télévisée italienne Commissaire Montalbano. En 2004, elle interprète Sylvia dans le téléfilm Par accident de Jérôme Foulon et elle apparaît dans l'épisode Francs tireurs en 2006 de PJ dans le rôle de Marina. Sorti en 2007, Cristina Marocco fait une apparition dans le film français Le Temps d'un regard d'Ilan Flammer, elle n'est pas créditée. Le court métrage dans lequel elle joue Le Syndrome de Glinksman réalisé par Denis Dottel sort en 2009.
Elle collabore avec Frank Marocco Groups pour l'album Just Friends de 2006. L'année suivante, elle rejoint la formation classique italienne Solis String Quartet (it) sur leur album de duos Promenade. En octobre 2008, elle sort un nouvel album, Je te dirais que tout est beau. Le clip Le Parfum, extrait de cet album est tourné au Champs Elysées Plaza, l'un des plus prestigieux hôtels de Paris. La chanson est écrite par Art Mengo, Marc Estève et Cristina Marocco. Elle est la compagne du chanteur italien Pacifico (Gino de Crescenzo), de leur union est né, en novembre 2011, Thomas Riccardo. En 2012, elle apparaît sur le double album Déclarations d'amour d'Herbert Léonard. Ils partagent le duo Et si tu n'existais pas. Toujours en 2012, elle fait de même sur L'ora Misteriosa avec le chanteur Pacifico sur son album Una voce non basta (it).
Elle interprète le doublage italien de Nour, personnage principal qui a pour but d'immigrer de Syrie en Europe, dans le jeu vidéo Enterre-moi, mon amour en 2017, nommé au British Academy Video Games Awards. Elle est la mère d'Ulysse dans le court métrage de 2019 Un adieu de Mathilde Profit, nommé meilleur court métrage à la 46e cérémonie des César et vainqueur du Prix Jean-Vigo,. Depuis 2019, elle est en tournée avec Un Air d’Italie, spectacle dans lequel elle est metteuse en scène, auteure et chanteuse,,.

## Discographie

### Singles
- 2001 : J'ai tout oublié (duo avec Marc Lavoine, no 1 en France et no 4 en Belgique)
- 2002 : On s'en va (no 84 en France)
- 2002 : Appelle-moi
- 2003 : Tout donner

## Théâtre
- 1995 : Ma non è una cosa seria (it) de Luigi Pirandello - mise en scène Marco Bernardi (it)[7]
- 1995 : Cygnus de M. Parma - mise en scène Ricardo Pradella
- 1996 : Inferno e Inferni de Tonino Conte (it) - mise en scène Tonino Conte
- 1996 : Le Marchand de Venise de William Shakespeare - mise en scène Antonio Syxty
- 1996 : La Moscheta (it) de Ruzzante - mise en scène Gianfranco De Bosio
- 1997 : Piazza della Vittoria de Roberto Cavosi (it) - mise en scène Marco Bernardi
- 2003 : Cecè (it) de Luigi Pirandello - mise en scène Enrico Di Giovanni
- 2004 : La stazione d'U. Marino - mise en scène Marcello Scuderi
- 2004 : La Calandria de Bernardo Dovizi da Bibbiena - mise en scène Maurizio Scaparro (it)
- 2007 : À la recherche des Étoiles de Laurent Grynszpan - mise en scène Pascale Maigre-Peuvel, Théâtre Silvia-Monfort